# Dōga Kōbō
K.K. Dōga Kōbō (japanisch 株式会社動画工房 Kabushiki-gaisha Dōga Kōbō, englisch Doga Kobo inc.) ist ein japanisches Animationsstudio.

## Geschichte
Dōga Kōbō, wörtlich „Filmwerkstatt; -atelier“, wurde am 11. Juli 1973 von Hideo Furusawa gegründet, der zuvor bei Tōei Dōga (heute: Toei Animation) angestellt gewesen war. Zum 11. Juli 2006 wechselte das Unternehmen die Rechtsform von einer yūgen-gaisha (GmbH) zu einer kabushiki-gaisha (Aktiengesellschaft).
Trotz seiner langen Geschichte begann das Unternehmen erst ab Mitte der 2000er Jahre damit, Anime als leitendes Studio zu produzieren, wobei die Original Video Animation Uchū Kazoku Carlvinson von 1988 eine Ausnahme bildet. 2005 entstand mit dem Kinofilm Kahey no Umi die erste Eigenproduktion. 2006 folgte die zweite Produktion OVA Memories Off #5: Togireta Film: The Animation und 2007 mit Myself; Yourself die erste Fernsehserie. Seitdem produziert es regelmäßig weitere Fernsehserien, bis 2011 hauptsächlich Ren’ai-Computerspiel-Adaptionen und seitdem Adaptionen von komödiantischen Mangas mit besonderem Fokus auf Werken des Genres Slice of Life. 2015 folgte mit Plastic Memories die erste eigenproduzierte Fernsehserie.
Bei den Animation Kōbe Awards 2012 wurde Yuru Yuri von Dōga Kōbō als beste Fernsehserie ausgezeichnet.
Am 11. Juli 2024 gab das Medienunternehmen Kadokawa bekannt, dass Studio gekauft zu haben, womit es nun neben Studio ENGI, Studio KADAN, Raging Bull und dem neu gegründeten Bellnox Films Firmentochter des Unternehmens ist.

## Produktionen

### Fernsehserien
- 2007: Myself ; Yourself
- 2008: Koihime Musō
- 2008: Yakushiji Ryōko no Kaiki Jikenbo
- 2009: 11eyes
- 2009: Shin Koihime Musō
- 2010: Shin Koihime Musō – Otome Tairan
- 2011: Hoshizora e Kakaru Hashi
- 2011: Yuru Yuri
- 2012: Natsuyuki Rendezvous
- 2012: Yuru Yuri!!
- 2013: Ginga Kikōtai Majestic Prince
- 2013: GJ-bu
- 2013: Love Lab
- 2013: Lovely Movie: Itoshi no Muco
- 2013: Makai Ōji: Devils and Realist
- 2013: Mangirl!
- 2014: Gekkan Shōjo Nozaki-kun
- 2014: Laughing Under the Clouds
- 2014: Mikakunin de Shinkōkei
- 2015: Hidan no Aria AA
- 2015: Himōto! Umaru-chan
- 2015: Mikagura School Suite
- 2015: Plastic Memories
- 2016: Luck and Logic
- 2016: New Game!
- 2016: Sansha San’yō
- 2016: Tōken Ranbu – Hanamaru
- 2017: Gabriel DropOut
- 2017: Himōto! Umaru-chan R
- 2017: Hina Loji – from Luck & Logic
- 2017: New Game!!
- 2018: Anima Yell!

### Weitere Anime-Produktionen
- 1988: Uchū Kazoku Carlvinson (OVA)
- 2005: Kahey no Umi (Film)
- 2006: Memories Off #5: Togireta Film: The Animation (OVA)
- 2010: 11eyes (OVA)